# Andrejan Mojsejevič Jurlov
Andrejan Mojsejevič Jurlov (rusky Андреян Моисеевич Юрлов, 1700? – 29. září 1791 Irkutsk Ruské impérium) byl důstojník ruského carského námořnictva, navigátor, účastník Velké severní expedice v rámci Beringovo-Čirikova oddílu. Prozkoumal pobřeží Severní Ameriky, podílel se na objevení Alexandrových ostrovů, prozkoumal a popsal východní pobřeží Kamčatky od Avačského zálivu po mys Kronotsky. Vyučoval na Ochotské navigační škole, působil jako velitel ochotského přístavu a vedoucí Irkutské navigační školy.

## Život
Studoval na moskevské Škole matematických a navigačních nauk a od roku 1715 pokračoval ve studiu na petrohradské Akademii námořní stráže. V roce 1735 byl přidělen jako mičman k Velké severní expedici do Beringova a Čirikova oddílu.
V roce 1741 vyplul na paketové lodi Sv. Pavel k severozápadnímu pobřeží Ameriky, podílel se na objevení Alexandrových ostrovů a na průzkumu severoamerického pobřeží. Prozkoumal Viljučinský záliv a podrobně popsal východní pobřeží Kamčatky od Avačského zálivu až po mys Kronostky. Dne 15. května 1742 byl poslán do Petrohradu se zprávou výsledcích oddílu a Čirikovovou sbírkou nasbíraných předmětů.
Od roku 1743, po skončení Velké severní expedice, zůstal v ruském Dálném východě v Ochotsku a plavil se v Ochotském moři. Dne 26. června 1746 byl povýšen na důstojníka.
V letech 1756-1757 podplukovník Jurlov přezimoval s posádkou obchodní lodě na kurilském ostrově Matua. V roce 1757 byl povýšen do hodnosti kapitána prvního stupně. Od roku 1760 vyučoval matematiku a speciální nauky na Ochotské navigační škole.
Od roku 1771 sloužil jako kapitán v ochotském přístavu. Dne 30. září 1774 byl přidělen do vedení přístavního ochotského úřadu a o rok později se stal zástupcem velitele přístavu. V letech 1779-1781 sloužil jako velitel ochotského přístavu a tamní flotily. Od roku 1780 dohlížel na Ochotskou plavební školu.
Dne 23. ledna 1781 byl postaven před soud pro neplnění úředních povinností, v srpnu 1782 byl omilostněn. V roce 1785 se stal vedoucím Irkutské navigační školy.
Zemřel v Irkutsku dne 10. října 1791.

## Paměť
- Nejjižnější mys ostrova Matua byl pojmenován po kapitánu Jurlovovi. Následně byl na topografických mapách chybně označen jako mys Orlov, ale v námořních mapách je stále označován jako mys Jurlov.[2]
- V roce 2008 byla na ostrově Matua vztyčena pamětní deska připomínající Jurlovovo přezimování.[3]